# Coin Heist
Coin Heist é um filme original do Netflix, escrito e dirigido por Emily Hagins, e baseado em um romance de jovens adultos escrito por Elisa Ludwig. Foi lançado mundialmente em 6 de janeiro de 2017.

## Sinopse
No filme, um grupo de estudantes tenta arrecadar dinheiro para sua escola invadindo a Casa da Moeda dos Estados Unidos para criar uma edição limitada de moedas para vender a colecionadores.

## Elenco
- Sasha Pieterse como Dakota Cunningham
- Alex Saxon como Jason Hodges
- Alexis G. Zall como Alice
- Jay Walker como Benny
- Connor Ratliff como Mr. Garcia
- Michael Cyril Creighton como Mr. Rankin

## Dublagem Brasileira
O filme não foi dublado em português europeu.
| Elenco                  | Personagem        | Dublagem Brasileira |
| ----------------------- | ----------------- | ------------------- |
| Alex Saxon              | Jason Hodges      | Felipe Drummond     |
| Alexis G. Zall          | Alice             | Helena Pontes       |
| Sasha Pieterse          | Dakota Cunningham | Bruna Laynes        |
| Jay Walker              | Benny             | Fabricio Verde      |
| Conor Ratliff           | Mr. Garcia        | Mario Andrade       |
| Michael Cyril Creighton | Mr. Rankin        | Alexandre Moreno    |
| Andy Groteluschen       | Glen/Pai da Alice | Jorge Vasconcellos  |
| Zach Broussard          | Tony              | Gil Mesquita        |
| Craig Walker            | Nico              | Mauricio Berger     |
| Slate Holmgren          | Horace            | Raphael Rossatto    |
| Will Denton             | Dylan             | Charles Emmanuel    |
| David W. Thompson       | Greg              | Yan Gesteira        |

Estúdio: MG Estúdios
Tradutor: Guilherme Ferreira
Diretor de Dublagem: Felipe Drummond

## Recepção
David James, do We Got This Covered publicou uma crítica negativa para o filme escrevendo: "Coin Heist é como 'Ocean's 11'  encontrando o 'Breakfast Club', mas com menos charme, personalidade e ambição. (...) Esta tontura é especialmente  decepcionante dado que o Netflix é tão rico em dinheiro que vai tolerar um pouco de experimentação de diretores. (...) O filme é sobrecarregado por um roteiro que tem o aroma distinto de um primeiro rascunho. Vastas áreas do diálogo são ocupadas por uma exposição desajeitada ou romances de pintados por números e o que resta geralmente tende à redundância. (...) Os problemas do roteiro são compostos por um elenco que eu assumi caridosamente que é mal direcionado ao invés de não talentoso. (...) Coin Heist é  prejudicado por uma falta de  orçamento e, crucialmente, a  imaginação. O filme faz vagar dentro e  fora do [jogo] hortelã (...) 'Coin Heist' nem sequer tem a decência de ser ruim de uma maneira interessante".
Brian Costello, do Common Sense Media foi mais elogioso em seu comentário: "Com a atitude certa e expectativas gerenciáveis, este é um filme divertido que é em partes iguais do [gênero] assalto e coming-of-age. Ele também consegue fazer uma pergunta semelhante levantada no [livro] Dostoevski's Crime and Punishment: É permitido cometer um crime se o bem resultante desse crime tem o potencial de superar em muito o mal? Essa única questão torna a suspensão da descrença necessária para engolir uma premissa tão ridícula um pouco mais fácil. Ele também consegue equilibrar as diferenças de estilo e tom entre quando este é um filme de assalto de adolescentes esgueirando-se em torno da Casa da Moeda dos Estados Unidos, e quando é um filme de adolescentes que revela que eles são mais do que os estereótipos (...) E a história em si continua interessante o suficiente para ir além de todos e quaisquer clichês inerentes a ambos os gêneros em que o filme opera. É fácil ficar envolvido em se pergunta se ou como eles estão indo para roubar a Casa da Moeda dos Estados Unidos, e (...) se eles de alguma forma tiverem sucesso, vão usar o dinheiro antecipado para salvar sua escola. Ou eles vão trocar seus uniformes escolares por macacões laranjas da prisão? Há bastante suspense nestas perguntas para manter o interesse."